# 哈丽特·门罗
哈丽特·门罗（英語：Harriet Monroe，1860年12月23日—1936年9月26日），是美国的编辑、学者、文学评论家、诗人，《诗刊》杂志的创立者。

## 作品
- 《cantata for the opening of the Chicago Auditorium》（1889年）
- 《Columbian Ode composed for the opening of the World's Columbian Exposition, with George Whitefield Chadwick》（1892年）
- 《Valeria and other Poems》（1892年）
- 《John Wellborn Root: A Study of His Life and Work》（1896年）
- 《The Passing Show - Five Modern Plays in Verse》（1903年）
- 《Dance of the Seasons》（1911年）
- 《You and I - Poems》（1914年）
- 《The New Poetry: Anthology of 20th Century Verse》（1921年）
- 《Poets And Their Art》（1926年）
- 《A Poet's Life - Seventy Years in a Changing World》（1938年）